# 立花北枝
立花 北枝（たちばな ほくし、? - 享保3年5月12日（1718年6月10日））は、江戸時代前期から中期の俳人。蕉門十哲の一人。通称は研屋源四郎。別号に鳥（趙）翠台、寿夭軒。一時、土井姓を名乗った。

## 経歴
加賀国小松町研屋小路に生まれる。金沢に住み、兄の牧童とともに、刀研ぎを業とした。
北枝の句の史料上の初見は、延宝8年（1680年）の神戸友琴編『白根草』に、兄牧童とともに見えるもので、当初は談林派に学んでいたと見られている。はじめは友琴（北村季吟門下）についたのだという。その後は、天和元年（1681年）の杉野長之編『加賀染』、貞享2年（1685年）の鈴木清風編『稲筵』、貞享4年（1687年）の江左尚白編『孤松』、元禄2年（1689年）の山本荷兮編『曠野』に兄弟の名が見える。

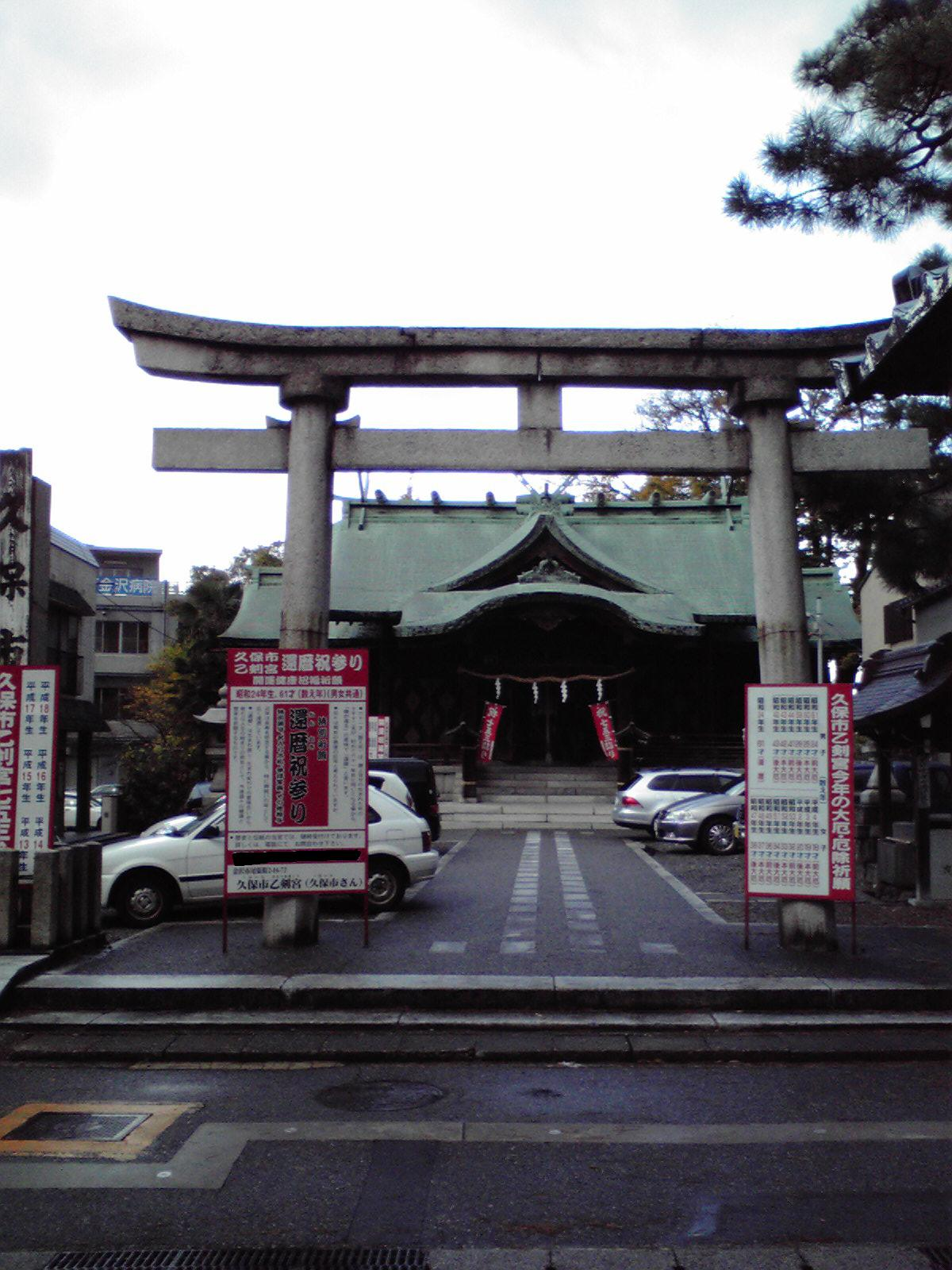
芭蕉が訪れた北枝の庵（源意庵）は、写真の久保市乙剣宮（金沢市下新町）の隣にあったと推定されている。

元禄2年（1689年）7月、『おくのほそ道』の旅で金沢を訪れた松尾芭蕉に兄牧童とともに入門。金沢より山中温泉を経て、越前国松岡まで、25日にわたり芭蕉に随行。山中温泉で催した、北枝の《馬かりて燕追ひ行く別れかな》に始まる歌仙は、山中三吟と呼ばれる。同地での芭蕉の教えを書き留めたとされるのが、『山中問答』であり、『やまなかしう』は芭蕉による山中三吟の添削と評などを伝える。松岡での芭蕉との別れに際しては、芭蕉より《物書いて扇引きさく別れかな》の句を贈られた。
元禄10年代以降は、元禄14年（1701年）刊の『射水川』、宝永4年（1707年）刊の『日和山』、宝永5年（1708年）刊の『桃盗人』に序跋を書くなどの活動が見られ、越中井波に浪化があり、元禄14年（1701年）以降は、各務支考が勢力拡大に乗り出していた北陸の蕉門における重鎮であった。もっとも、北枝は俳壇経営について野心的ではなく、支考に対抗して相争うことはなかった。森川許六は『風俗文選』の作者列伝において、北枝を「北方之逸士也」と評している。

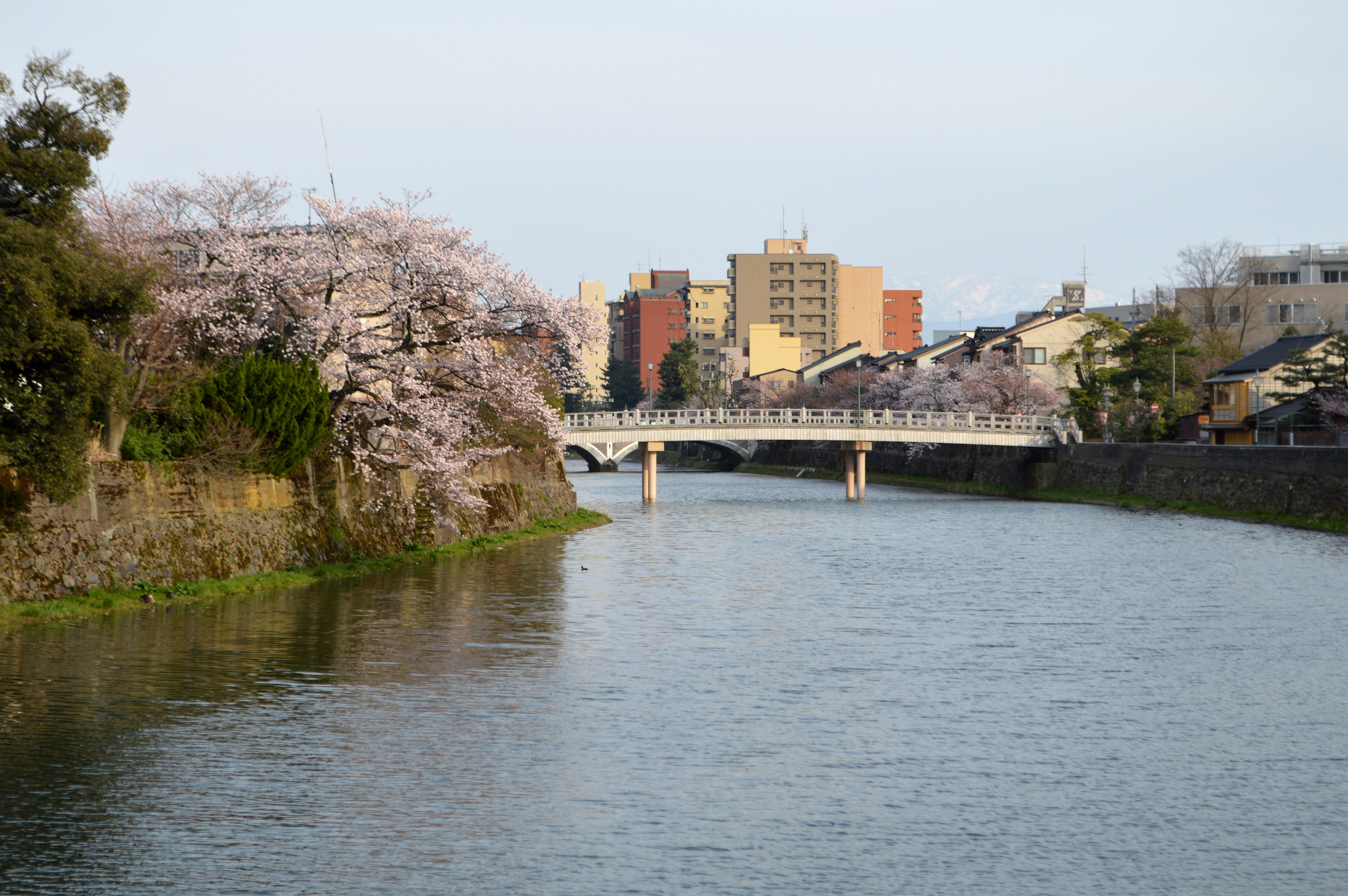
金沢市の卯辰山（左奥）。『卯辰集』の名もここに由来する。

享保3年（1718年）5月12日没。法名、廓趙北枝信士。金沢市の卯辰山にある金池山心蓮社に墓がある。

## 没後
享保3年（1718年）、北枝の辞世《書いて見たりけしたり果はけしの花》から名を取った追善集『けしの花』を覇充が刊行した。
高桑闌更に学んだ金沢の俳人・中山眉山は、趙翠台を継ぎ、寛政11年（1799年）、北枝の追悼会を行って追悼句集『北枝会』を編んだ。
天保3年（1832年）、加賀の俳人・北海が北枝の句を採集し、『北枝発句集』を編んだ。
天保4年（1833年）、北枝の墓の傍らに碑を設け、桜井梅室の銘を刻んだが、これは後に損壊。
明治12年（1879年）、梅室に学んだ後藤雪袋は北枝二百年忌の追悼会を予修し、追善集『かやつり草』を編んだ。
平成元年（1989年）、おくのほそ道300年を記念し、松岡の天龍寺境内に、芭蕉と北枝の別離の姿を石像とした「余波（なごり）の碑」が建てられた。

## 編著
- 『山中問答』
- 『やまなかしう』
- 『卯辰集』 - 元禄4年（1691年）、鶴来の俳人・金子楚常の遺志を継ぎ、芭蕉や河合乙州らの協力を得て北枝が増補。同書は、加越の俳人の句を多く収め、北陸蕉門の俳書の草分けとなった[2][11][12][23]。
- 『喪の名残』 - 元禄9年（1696年）、芭蕉の三回忌に義仲寺で《笠提げて塚をめぐるや村しぐれ》の一句を手向け、去来らと追善俳諧を催し、翌元禄10年（1697年）に編んだ追善集。向井去来、内藤丈草、水田正秀、広瀬惟然、伊藤風国、望月木節らの句も収載する[2][17][23]。
など

## 逸話
- 金沢で《あかあかと日はつれなくも秋の風》の句を得た芭蕉が、「秋の風」を「秋の山」として北枝に示したところ、「山といふ字すはり過て、けしきの広からねば」と批判したため、「さればこそ金城に北枝ありと名たゝるもうべなれ」と称賛したという逸話[24]はよく知られている[1][4]。
- 元禄3年（1690年）3月、金沢に大火があり、類焼した北枝は、《焼けにけりされども花は散りすまし》の句を詠み、「焼けにけりの御秀作、かゝる時にのぞみ、大丈夫感心。去来、丈草も御作驚申計に御座候。」と芭蕉らの称賛を得たという逸話がある[17][23]。

## 代表句
- 元日やたゝみのうへにこめ俵
- とひ残す歎の数や梅の花
- 囀りに鳥は出はてゝ残る雪
- 橋桁や日はさしながら夕霞
- 淋しさや一尺消えて行く螢
- かまきりの虚空をにらむ残暑かな
- 川音やむくげ咲戸はまだ起ず
- 子を抱いて湯の月のぞくましら哉
- さむしろやぬかご煮る夜のきりぎりす
- 町中の山路や雪の小鳥ども